# 슬로베니아 여자 축구 국가대표팀
슬로베니아 여자 축구 국가대표팀은 슬로베니아를 대표하는 여자 축구 대표팀으로 슬로베니아 축구 협회에서 관리하고 있다. 1993년 9월 25일 잉글랜드와의 UEFA 여자 유로 1995 예선 7조 1차전에서 국제 A매치 첫 경기를 치러 이 경기에서 0-10으로 대패했으며 현재까지 FIFA 여자 월드컵과 UEFA 유럽 여자 축구 선수권 대회 그리고 하계 올림픽 본선 출전 기록이 없다.

## 국제 대회 경력

### FIFA 여자 월드컵
2007년 FIFA 여자 월드컵 유럽 지역 예선에서 처음으로 월드컵 지역 예선에 참가하자마자 이 대회 예선 B그룹 6조 6경기에서 전승을 거두며 슬로베니아 여자 축구 역사상 월드컵 지역 예선 최다 승점 기록을 경신했다.

### UEFA 유럽 여자 축구 선수권 대회
UEFA 여자 유로 1995 예선을 통해 처음으로 메이저 대회 예선 무대를 밟은 뒤 UEFA 여자 유로 2009 예선 3조 8경기에서 4승 4패·조 3위를 마크하며 처음으로 플레이오프에 올랐고 UEFA 여자 유로 2022 예선에서는 A조 3위로 사상 첫 메이저 대회 본선 진출이 좌절됐지만 10경기에서 6승 4패로 슬로베니아 여자 축구 역사상 여자 유로 대회 예선 역대 최다 승점 기록을 경신했는데 특히 에스토니아와의 최종전에서 9-0의 대승을 거두며 2016년 6월 3일 북마케도니아와의 UEFA 여자 유로 2017 예선 1조 6차전 이후 4년 8개월만에 슬로베니아 여자 축구팀 국제 경기 최다 점수차 승리 타이 기록을 수립했다.

## 성적

### FIFA 여자 월드컵
- 1991년: 불참
- 1995년 ~ 2019년: 예선 탈락

### 올림픽 축구
- 1996년 ~ 2012년: 예선 탈락

### UEFA 유럽 여자 축구 선수권 대회
- 1984년: 불참
- 1987년: 불참
- 1989년: 불참
- 1991년: 불참
- 1993년: 예선 탈락
- 1995년: 예선 탈락
- 1997년: 예선 탈락
- 2001년: 예선 탈락
- 2005년: 예선 탈락
- 2009년: 예선 탈락
- 2013년: 예선 탈락
- 2017년: 예선 탈락

## 같이 보기
- 슬로베니아 축구 국가대표팀